# Elias Kwenzakufani Zondi
Elias Kwenzakufani Zondi (ur. 24 grudnia 1963 w Magoebaskloof) – południowoafrykański duchowny rzymskokatolicki, biskup pomocniczy Durbanu od 2023.

## Życiorys
Święcenia kapłańskie otrzymał 16 lipca 1994 i został inkardynowany do archidiecezji durbańskiej. Pracował przede wszystkim jako duszpasterz parafialny (m.in. w Mooi River i w Lamontville). W 2021 został wikariuszem generalnym archidiecezji.
9 marca 2023 papież Franciszek mianował go biskupem pomocniczym archidiecezji Durbanu oraz biskupem tytularnym Rutabo. Sakry udzielił mu 27 maja 2023 arcybiskup Siegfried Mandla Jwara.